# Четирисопочни острови
Четирисопочни острови е архипелаг, част от Алеутските острови в Аляска, САЩ. Има площ от 545,596 кв. км. Необитаем. Името идва от руски и означава „Острови на четири вулкана“.